# Barc
Barc és un municipi francès situat al departament de l'Eure i a la regió de Normandia. L'any 2007 tenia 898 habitants.

## Demografia

### Població
El 2007 la població de fet de Barc era de 898 persones. Hi havia 326 famílies, de les quals 65 eren unipersonals (37 homes vivint sols i 28 dones vivint soles), 94 parelles sense fills, 134 parelles amb fills i 33 famílies monoparentals amb fills.
La població ha evolucionat segons el següent gràfic:
Habitants censats

### Habitatges
El 2007 hi havia 393 habitatges, 340 eren l'habitatge principal de la família, 46 eren segones residències i 7 estaven desocupats. Tots els 391 habitatges eren cases. Dels 340 habitatges principals, 305 estaven ocupats pels seus propietaris, 30 estaven llogats i ocupats pels llogaters i 5 estaven cedits a títol gratuït; 7 tenien dues cambres, 47 en tenien tres, 111 en tenien quatre i 175 en tenien cinc o més. 281 habitatges disposaven pel capbaix d'una plaça de pàrquing. A 134 habitatges hi havia un automòbil i a 178 n'hi havia dos o més.

### Piràmide de població
La piràmide de població per edats i sexe el 2009 era:
| Homes | Edats   | Dones |
| ----- | ------- | ----- |
| 0     | 95 o +  | 0     |
| 4     | 90 a 94 | 0     |
| 0     | 85 a 89 | 0     |
| 0     | 80 a 84 | 8     |
| 16    | 75 a 79 | 12    |
| 12    | 70 a 74 | 24    |
| 16    | 65 a 69 | 16    |
| 24    | 60 a 64 | 20    |
| 16    | 55 a 59 | 20    |
| 32    | 50 a 54 | 24    |
| 48    | 45 a 49 | 20    |
| 44    | 40 a 44 | 52    |
| 20    | 35 a 39 | 32    |
| 20    | 30 a 34 | 24    |
| 16    | 25 a 29 | 8     |
| 28    | 20 a 24 | 4     |
| 20    | 15 a 19 | 40    |
| 32    | 10 a 14 | 20    |
| 24    | 5 a 9   | 32    |
| 16    | 0 a 4   | 24    |

## Economia
El 2007 la població en edat de treballar era de 599 persones, 464 eren actives i 135 eren inactives. De les 464 persones actives 424 estaven ocupades (241 homes i 183 dones) i 39 estaven aturades (24 homes i 15 dones). De les 135 persones inactives 42 estaven jubilades, 53 estaven estudiant i 40 estaven classificades com a «altres inactius».

### Ingressos
El 2009 a Barc hi havia 378 unitats fiscals que integraven 1.013 persones, la mediana anual d'ingressos fiscals per persona era de 18.894 €.

### Activitats econòmiques
Dels 22 establiments que hi havia el 2007, 2 eren d'empreses de fabricació d'altres productes industrials, 7 d'empreses de construcció, 6 d'empreses de comerç i reparació d'automòbils, 1 d'una empresa de transport, 1 d'una empresa d'hostatgeria i restauració, 1 d'una empresa financera, 1 d'una empresa immobiliària i 3 d'empreses de serveis.
Dels 7 establiments de servei als particulars que hi havia el 2009, 1 era un taller de reparació d'automòbils i de material agrícola, 4 lampisteries, 1 electricista i 1 restaurant.
L'any 2000 a Barc hi havia 11 explotacions agrícoles que ocupaven un total de 1.631 hectàrees.

## Equipaments sanitaris i escolars
El 2009 hi havia una escola elemental.

## Poblacions més properes
El següent diagrama mostra les poblacions més properes.